# Goeldichironomus maculatus
Goeldichironomus maculatus är en tvåvingeart som beskrevs av Trivinho-strixino och Strixino 1991. Goeldichironomus maculatus ingår i släktet Goeldichironomus och familjen fjädermyggor. Inga underarter finns listade i Catalogue of Life.